# Silo de Archidona
El silo de Archidona es un antiguo silo de grano situado en el municipio español de Archidona, en la provincia de Málaga. Las instalaciones se encuentran ubicadas en pleno casco urbano.

## Historia
Su construcción respondió a una premeditada organización para el almacenamiento de cereal, dentro de la política implementada por el régimen franquista a través del Servicio Nacional del Trigo. Entró en servicio en 1968 y contaba con una capacidad de almacenamiento de 2.000 toneladas. El silo archidonés pasaría a manos del Servicio Nacional de Cereales en 1969 y, en 1971, del Servicio Nacional de Productos Agrarios (SENPA). En 1996 dejó de prestar servicio agrícola. En la actualidad las instalaciones son utilizadas como Casa de la Juventud y para otros fines sociales.

## Características
Se trata de un silo del tipo D, tipología que predominó en la Red Nacional de Silos y Graneros debido a su bajo coste de construcción y su funcionalidad. Su estructura está levantada en hormigón armado y está compuesto por una serie de celdas cuadradas realizadas en bloque armado. En términos generales, los silos de este tipo suelen tener una altura máxima de 28 metros.